# Електро-індастріал
Еле́ктро-інда́стріал — музичний жанр що виокремився з індастріалу в середині 1980-х років. Стиль започаткували Front Line Assembly та інші колективи з Канади та країн Бенілюксу. На початку 90-х років з ЕІ виокремився дарк-електро, а в середині/наприкінці 1990-х років — аггротех.
На відміну від відверто синтетичного звучання EBM, популярність якого зійшла нанівець наприкінці 90-х, виконавці електро-індастріалу використовували різкіші за звучанням ударні і дісторційований вокал. У той же час на відміну від індастріал-року колективи цього напрямку значно менш уваги приділяли додаванню синтезу гітар або взагалі обходились без них.